# Władysław Kustra
Władysław Kustra (* 5. Februar 1955 in Częstochowa; † 7. November 2022) war ein polnischer Volleyballspieler.

## Leben
Władysław Kustra begann mit dem Volleyballspielen beim AZS Częstochowa. Seinen ersten internationalen Erfolg hatte er mit dem Gewinn der Bronzemedaille bei den Junioren-Europameisterschaft 1975. Zwischen 1975 und 1980 absolvierte er 111 Länderspiele für die polnische Volleyballnationalmannschaft. Dabei gewann er dreimal EM-Silber (1975, 1977 und 1979). Des Weiteren gehörte er zum polnischen Kader bei den Olympischen Sommerspielen 1980 in Moskau. 1980  wechselte Kustra zu Beskid Andrychów, wo er fünf Jahre aktiv war. Anschließend war er als Spielertrainer beim SC Espinho in Portugal, wo er 1985 und 1987 portugiesischer Meister wurde. Nach seiner Zeit bei Espinho blieb er in Portugal und war als Trainer von 1990 bis 1999 beim Esmoriz Ginásio Clube tätig. 